# Ash Sharqiyah (Oman)
Asj Sjarqiyah was een regio van Oman, en grensde aan de Indische Oceaan. De hoofdplaats was Sur. In oktober 2011 werd dit deelgebied gesplitst in Asj Sjarqiyah North en Asj Sjarqiyah South.
Asj Sjarqiyah telde in 2003 bij de volkstelling 313.761 inwoners op een oppervlakte van 36.800 km²; in 2010 waren er 350.514 inwoners.
Voor de kust ligt het eiland Masirah.
De regio omvatte de volgende districten (wilayat) en hun aantal inwoners in 2010:
- Al Kamil Wa Al Wafi	22.816
- Al Mudaybi	69.377
- Al Qabil	16.033
- Bidiyah	20.946
- Dama Wa At Taiyyin	19.442
- Ibra	27.216
- Jaalan Bani Bu Ali	61.356
- Jaalan Bani Bu Hasan	30.146
- Masirah	8.726
- Sur	64.988
- Wadi Bani Khalid	9.468.